# Jalal Zayati
Jalal Zayati ou Jalel Zayati (arabe : جلال الزياتي), né à Ksar Hellal, est un homme politique et homme d'affaires tunisien.

## Biographie

### Études
Il est titulaire d'un diplôme d'ingénierie en textile de l'ISIV Belgique[Quoi ?] (1991).
Directeur général du groupe EPAU-NOVA (1992-2008) puis agent de la société Ortho Group, il est président de la Fédération tunisienne du textile et de l'habillement.

### Carrière sportive
Il préside la Fédération tunisienne de tennis de table de 2009 à 2014 après avoir été joueur de l'équipe nationale tunisienne de tennis de table, puis est élu vice-président de l'Union arabe de tennis de table en 2017.

### Carrière politique
Lors des élections de 2019, il est élu député à l'Assemblée des représentants du peuple dans la circonscription de Monastir.
Il siège au sein du groupe parlementaire de La Réforme,.
Le 4 mars 2020, Jalal Zayati est élu secrétaire général du parti Al Badil Ettounsi.